# Пореч (област)
Пореч је област у источној Србији, заузима слив Поречке реке и средишњи део Ђердапске клисуре, док је на западу и истоку оивичена планинама Лишковац и Мироч. Најзначајније насеље ове области је Доњи Милановац, који се некада и звао Пореч.
Пореч заузима површину од 702 km2 и у њој живи 10.290 становника. Већину становништва чине Срби са 79%, а затим следе Власи са 18%. 
Област је добила назив по Дунаву и његовим многобројним притокама, и још у 15. веку се спомиње под именом Пореч.
Недалеко од Доњег Милановца, неких 15 км узводно, у близини села Бољетин, налази се једно од највећих и најзначајнијих мезолитских и неолитских археолошких налазишта, Лепенски Вир.
Најзначајније личности овог краја јесу Капетан Миша Анастасијевић, велики српски трговац и добротвор, и Стефан Стефановић Тенка, војвода Поречки и министар правде и просвете у Кнежевини Србији.
Пореч се може поделити на две мање целине: Доњи Пореч (или само Пореч) и Горњи Пореч.

## Доњи Пореч
Доњи Пореч обухвата доњи део слива Поречке реке и средишњи део Ђердапске клисуре. Насеља која припадају Доњем Поречу су Доњи Милановац, Клокочевац, Тополница, Мосна, Голубиње, Бољетин и Мироч. 
Површина Доњег Пореча је 404 km2. У њој према попису из 2011. живи 6.148 становника (према попису из 2002. живело је 7.851 становника). Етнички, становништво највише чине Срби (94%) и Власи (4%).

## Горњи Пореч
Горњи Пореч обухвата горњи део слива Поречке реке где Поречка река прима и своје две најважније притоке, Шашку реку и Црнајку. Села која припадају Горњем Поречу су Рудна Глава и Црнајка у општини Мајданпек и Танда и Горњане у граду Бору.
Површина Горњег Пореча  је 298 km2. У њој према попису из 2011. живи 4.142 становника (према попису из 2002. живело је 4.872 становника). Иако су села ове области традиционално влашка, према попису из 2002. године 55% становништва се представило као Срби, а 42% као Власи.